# Джей Гортер
Джей Гортер (нід. Jay Gorter, нар. 30 травня 2000, Пюрмеренд, Нідерланди) — нідерландський футболіст, воротар клубу «Пафос».

## Ігрова кар'єра
Джей Гортер є вихованцем клубу «Гоу Егед Іглз», де починав грати у молодіжній команді. Мав проблеми з дисципліною, за що отмував від керівництва клубу дискваліфікацію. Всього за клуб у рамках Ерстедивізі провів 40 поєдинків, більшість з них зіграв «на нуль».
В липні 2021 року перейшов до столичного «Аяксу» Контракт воротаря обійшовся клубу в 1 млн євро. Також багато часу пропустив через пошкодження., де у першому сезоні грав за резервну команду «Йонг Аякс». Першу гру в основі «Аякса» Гортер зіграв у травні 2022 року. У складі амстердамського клубу Гортер був запасним воротарем і вкрай рідко виходив на поле, тому 31 січня 2023 року був відданий в оренду до кінця сезону у шотландський «Абердин», але і там основним воротарем не був, зігравши 4 гри.
23 липня 2025 перейшов у кіпрський клуб «Пафос», підписавши трирічний контракт.

### Збірна
У червні 2022 року Джей Гортер дебютував у складі молодіжної збірної Нідерландів, за яку провів загалом 2 матчі.

## Титули і досягнення
Аякс
- Чемпіон Нідерландів: 2021/22
- Фіналіст Кубка Нідерландів: 2021/22
- Фіналіст Суперкубка Нідерландів (2): 2021, 2022